# Hannes Halldórsson
Pour les articles homonymes, voir Halldórsson.
Hannes Þór Halldórsson, né le 27 avril 1984, est un cinéaste et ancien footballeur international islandais. Il est un ancien joueur de l'équipe nationale d'Islande où il a été sélectionné 77 fois et a participé à l'Euro 2016 et à la Coupe du Monde de 2018.

## Biographie

### Carrière en club
Au cours de sa carrière en Islande, Hannes joue pour différents clubs de Reykjavik, tels que Leiknir, Stjarnan, Fram et le KR, ainsi que pour Afturelding et le Valur Reykjavik.
Le 28 mars 2012, il est prêté au club norvégien du SK Brann pour pallier la blessure de Piotr Leciejewski.
En décembre 2013, Hannes rejoint à nouveau la Norvège pour un transfert définitif au Sandnes Ulf. Il s’entraînait avec le club depuis octobre 2013 afin de se préparer pour les matchs de barrage à la Coupe du monde 2014 qu'allait disputer l'Islande face à la Croatie.
Le 9 avril 2019, le club islandais Valur Reykjavik a signé un contrat de quatre ans avec Hannes. Hannes a cité des raisons familiales et le contrat de quatre ans comme raisons de retourner en première division islandaise. Il quitte Valur le 11 novembre 2021.

### Carrière internationale

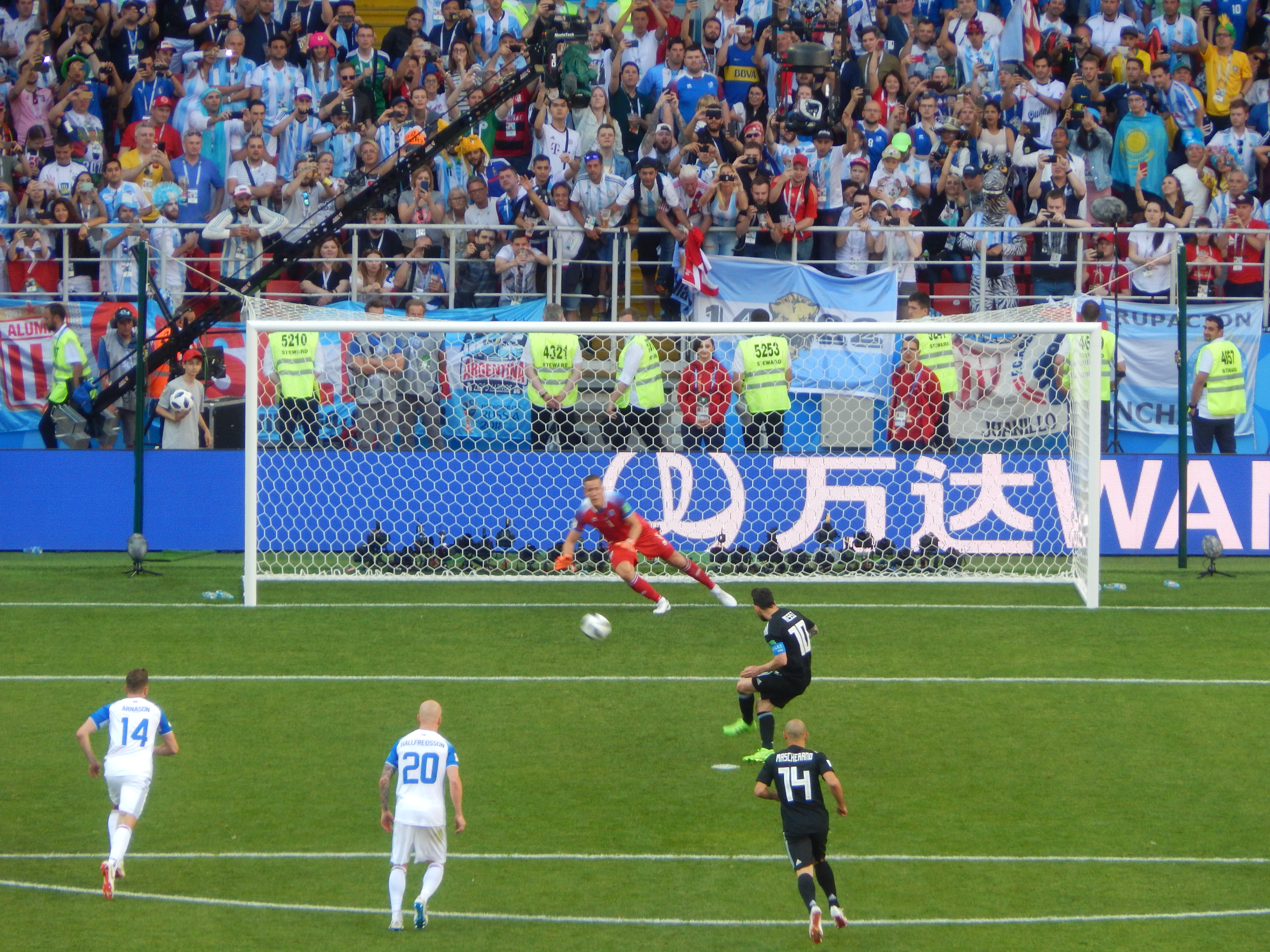
Hannes stoppant un penalty de Lionel Messi à la Coupe du monde 2018.

Il fait ses débuts pour la sélection en 2011, gardant ses cages inviolées lors d'un match comptant pour les éliminatoires de l'Euro 2012 face à Chypre.
Après avoir participé aux 12 matchs de qualifications pour la Coupe du monde 2014, performance partagée avec trois de ses coéquipiers (le défenseur Ragnar Sigurdsson, le milieu défensif et capitaine Aron Gunnarsson et le milieu offensif Birkir Bjarnason), il est le titulaire indiscutable dans les cages de la sélection islandaise,. Halldorsson est par la suite sélectionné par l'entraîneur Lars Lagerback pour faire partie des 23 joueurs participant à l'Euro 2016. Lors du tournoi en France, il participe à la compétition avec son équipe nationale, l'aventure s'arrête en quart de finale lorsque l'Islande perd contre l'équipe de France (2-5). Lors de la Coupe du monde 2018 en Russie, il participe à la compétition avec l'Islande et brille lors du premier match de groupe de son équipe en arrêtant notamment un penalty de Lionel Messi face à l'Argentine, à la fin duquel il sera déclaré homme du match. L'Islande est éliminée lors de la phase de poule et termine dernière de son groupe.
Le 8 septembre 2021, Hannes a annoncé sa retraite internationale après son 77e match disputé avec la sélection islandaise.

## Carrière de vidéaste

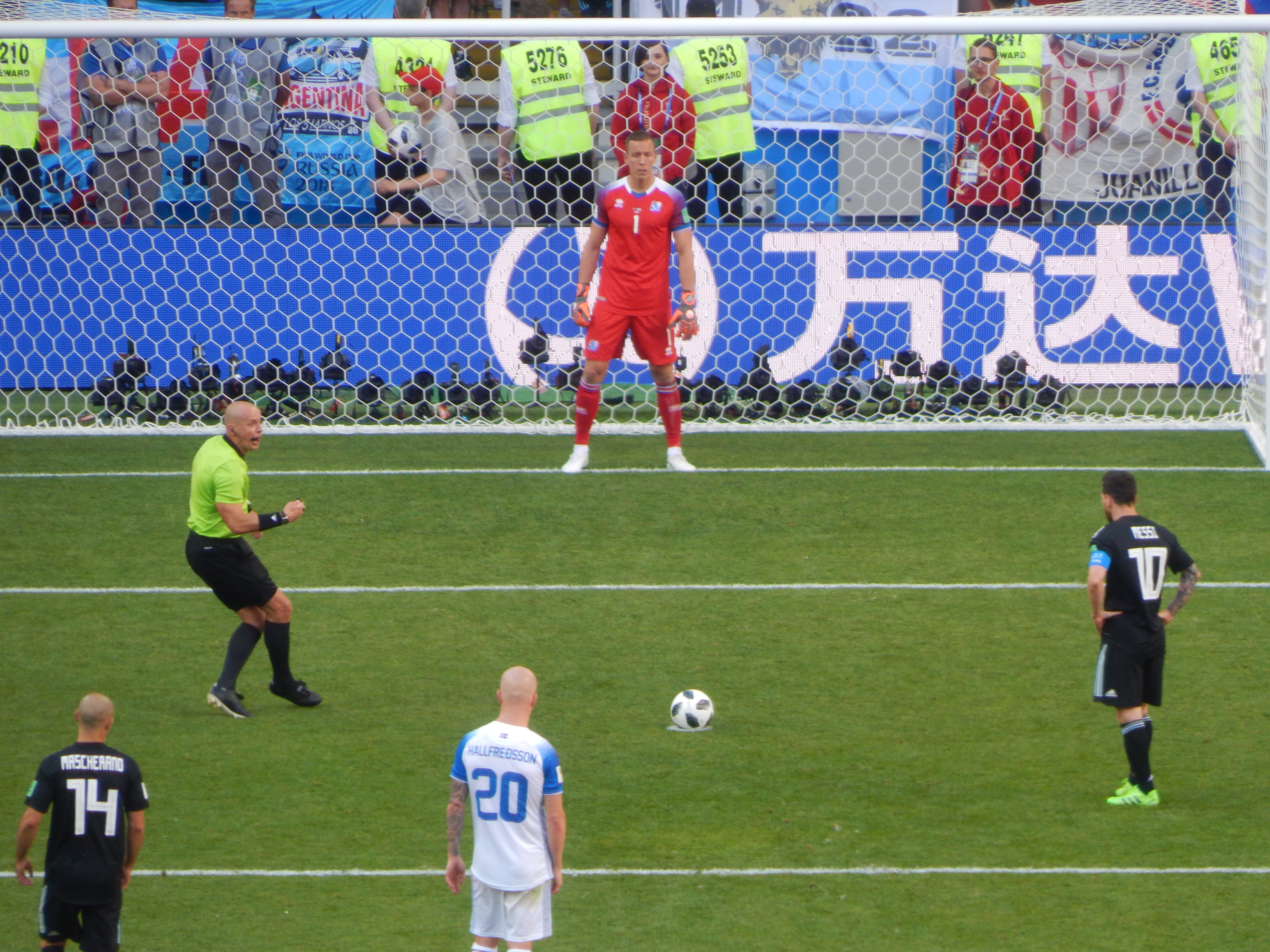
Coupe du Monde de la FIFA 2018, Groupe D, Argentine contre Islande. Il arrête un penalty de Lionel Messi, et il sera déclaré homme du match.

Outre le football, Hannes est également intéressé par la réalisation. Ainsi, c'est lui qui dirige la réalisation de la vidéo de l'Islande pour l'Eurovision 2012,. Son employeur, SagaFilm, a promis de lui rendre son poste une fois sa carrière de footballeur terminée. Son premier long métrage Cop Secret (Leynilögga) est sélectionné en compétition internationale au festival international du film de Locarno 2021.